# Platycheirus cheilosiaeformis
Platycheirus cheilosiaeformis är en tvåvingeart som beskrevs av Smit och Barkalov 2008. Platycheirus cheilosiaeformis ingår i släktet fotblomflugor, och familjen blomflugor. Inga underarter finns listade i Catalogue of Life.